# Château de Merle (Israël)
Pour les articles homonymes, voir Merle (homonymie).
La forteresse de Merle, Tantura (en arabe : al-ṭanṭūra, الطنطوره) ou Tel Dor (en arabe : tall dūr, تل دور) est proche du moshav israélien de Hof-Dor (en hébreu : חוף דור) et à moins d'un km au nord du village arabe détruit d'Al-Tantoura.